# Adémaï bandit d'honneur
Pour plus de détails, voir Fiche technique et Distribution.
Adémaï bandit d'honneur est un film français réalisé par Gilles Grangier sorti en 1943.
Il s'agit du dernier des cinq films dans lesquels Noël-Noël incarne son personnage d'Adémaï dans une série de six.

## Synopsis
Pour les vacances, Adémaï va en Corse dans sa famille et se retrouve impliqué dans une vendetta…

## Fiche technique
- Réalisation : Gilles Grangier
- Scénario : Paul Colline
- Décors : Jacques Colombier
- Photographie : Maurice Barry
- Montage : Germaine Fouquet
- Son : Jacques Lebreton
- Musique du film : Raymond Gallois-Montbrun et Jacques Richepin
- Société de production : Les Prisonniers Associés
- Pays :  France
- Format :  Son mono - 35 mm - Noir et blanc - 1,37:1
- Genre : Comédie
- Durée : 97 minutes
- Date de sortie : 
  - France - 1er septembre 1943

## Distribution
- Noël-Noël : Adémaï
- Georges Grey : Mandolino
- Alexandre Rignault : Freddo
- Gaby Andreu : Fortunata
- Guillaume de Sax : l'adjudant de gendarmerie
- René Génin : le curé
- Charles Lemontier : l'instituteur
- Léonce Corne : l'inspecteur de police
- Marcel Delaître
- Renée Corciade : Bartolema
- Marthe Mellot : Mme Brazzia, la femme d'Angelico
- Marcel Pérès : Brucci
- Jean Morel
- Maurice Salabert
- Pierre Assy
- Pierre Baldy
- J. des Charrières
- Robert Didry
- Jean Diéner
- Elliett
- Fernand Ferras
- Pierre Flourens
- Yves Joss
- Roger Lécuyer
- André Pierrel
- Jacques Sarvil
- Maurice Schutz : Angelico Brazzia
- Taillade
- François Viguier

## Réception
Troisième film des aventures très populaires du personnage d'Ademaï, après Adémaï aviateur (1933) et Adémaï au Moyen Age (1935), la réception du public est immédiatement chaleureuse. Le film attire en effet 458 603 spectateurs dans Paris intra muros sur les 4 derniers mois de 1943 seulement, dans un échantillon des 235 salles sur les 350 que comptait alors Paris,.
Dans ses interventions à la radio chez Laurent Ruquier, le journaliste et chroniqueur Pierre Bénichou citait souvent Adémaï bandit d'honneur comme un de ses films préférés car le premier qu'il ait vu au cinéma étant enfant.